# Léon Fairmaire
Léon Marc Herminie Fairmaire (29. července 1820 Paříž – 1. dubna 1906 tamtéž) byl francouzský entomolog. Byl specialistou na brouky, i neevropské. Shromáždil rozsáhlou sbírku, srovnatelnou s kolekcí hraběte Dejeana, která je uložena v Muséum national d'histoire naturelle v Paříži. Vydal asi 450 odborných publikací.
V roce 1854 a poté v roce 1891 byl prezidentem Société entomologique de France a v roce 1902, po 60 letech členství se stal jejím čestným prezidentem.